# Монастырь Пресвятой Богородицы (Юхары-Айлис)
Монастырь Пресвятой Богородицы (арм. Սուրբ Աստվածածին վանք; Сурб Аствацацин) — ныне утраченный армянский монастырь, основанный в I веке, реконструированный в XII—XIII веках, располагавшийся на склоне холма примерно в 1,5 км к востоку от села Верхний Агулис Ордубадского района Нахичеванской Автономной Республики Азербайджана. Руины монастыря были снесены к 28 июню 2009 года, что запечатлено на спутниковом снимке QuickBird.   

## История
Считается, что место, на котором был построен монастырь, изначально являлось языческим святилищем, существовавшим до распространения христианства, что подтверждается сообщениями об обнаружении глиняных и металлических языческих статуэток во время ремонта 1874 года, которые были немедленно разрушены двумя религиозными фанатиками.
По местному преданию, монастырь Пресвятой Богородицы был основан апостолом Фаддеем в I веке. В XII—XIII веках был реконструирован. Перестраивался также в XVII и XVIII веках.
Монастырь, окруженный высокой внешней стеной, представлял собой комплекс зданий, расположенных на склоне холма с потрясающим видом на равнину села Агулис. Большая часть монастырского комплекса находилась в руинах, когда историк Аргам Айвазян задокументировал это место во время своих полевых исследований в Нахиджеване 1964—1987 годов. Главная церковь монастыря всё ещё стояла, хотя и в полуразрушенном состоянии.
Монастырь отмечен на советских топографических картах масштаба 1:50 1936, 1941 и 1977 годов. Исследовательская группа CHW подтвердила точное местоположение монастыря, используя спутниковые снимки KH-9 Hexagon от 29 июля 1973 года и 12 июля 1982 года.
Монастырь являлся известным местом среди армянских паломников позднего средневековья, особенно во время августовского праздника Успения Пресвятой Богородицы.